# Laguna Picú
Laguna Picú är en sjö i Guatemala.   Den ligger i departementet Petén, i den norra delen av landet, 260 km norr om huvudstaden Guatemala City. Laguna Picú ligger 144 meter över havet. I omgivningarna runt Laguna Picú växer i huvudsak städsegrön lövskog.